# 6-та гірсько-піхотна дивізія (Третій Рейх)
6-та гірсько-піхотна дивізія (Третій Рейх) (нім. 6. Gebirgs-Division) — гірсько-піхотна дивізія Вермахту за часів Другої світової війни.

## Райони бойових дій
- Франція (червень — листопад 1940);
- Польща (листопад 1940 — лютий 1941);
- Греція (березень — серпень 1941);
- Фінляндія (вересень — жовтень 1941);
- СРСР (північний напрямок) (жовтень 1941 — червень 1942);
- Фінляндія та Норвегія (липень 1942 — травень 1945).

## Командування

### Командири
- генерал-майор Фердинанд Шернер (нім. Ferdinand Schörner) (1 червня 1940 — 15 січня 1942);
- генерал-лейтенант Крістіан Філіпп (нім. Christian Philipp) (17 січня 1942 — 20 серпня 1944);
- генерал-лейтенант Макс-Йозеф Пемзель (нім. Max-Josef Pemsel) (20 серпня 1944 — 5 квітня 1945);
- оберст Вільгельм Радемахер (нім. Wilhelm Rademacher) (5 — 26 квітня 1945);
- оберст Йозеф Ремольд (нім. Josef Remold) (26 квітня — 8 травня 1945).

## Нагороджені дивізії
Нагороджені Сертифікатом Пошани Головнокомандувача Сухопутних військ для військових формувань Вермахту за збитий літак противника
- 1 лютого 1944 — 2-й батальйон 388-го гренадерського полку за дії 13 грудня 1943 (466);
- 1 серпня 1944 — 14-та рота 141-го гірсько-піхотного полку за дії 10 травня 1944 (526);

Нагороджені дивізії
|  | Кавалери Золотого Німецького Хреста                                                                        | 36 |
|  | Категорія:Кавалери Лицарського хреста Залізного хреста                                                     | 13 |
|  | Кавалери Почесної відзнаки сухопутних військ «Почесна застібка на орденську стрічку для Сухопутних військ» | 8  |
|  | Кавалери ордену Хрест Свободи І-го ступеня з мечами (Фінляндія)                                            | 1  |

- Нагороджені Сертифікатом Пошани Головнокомандувача Сухопутних військ (2)